# Баптистское вероучение

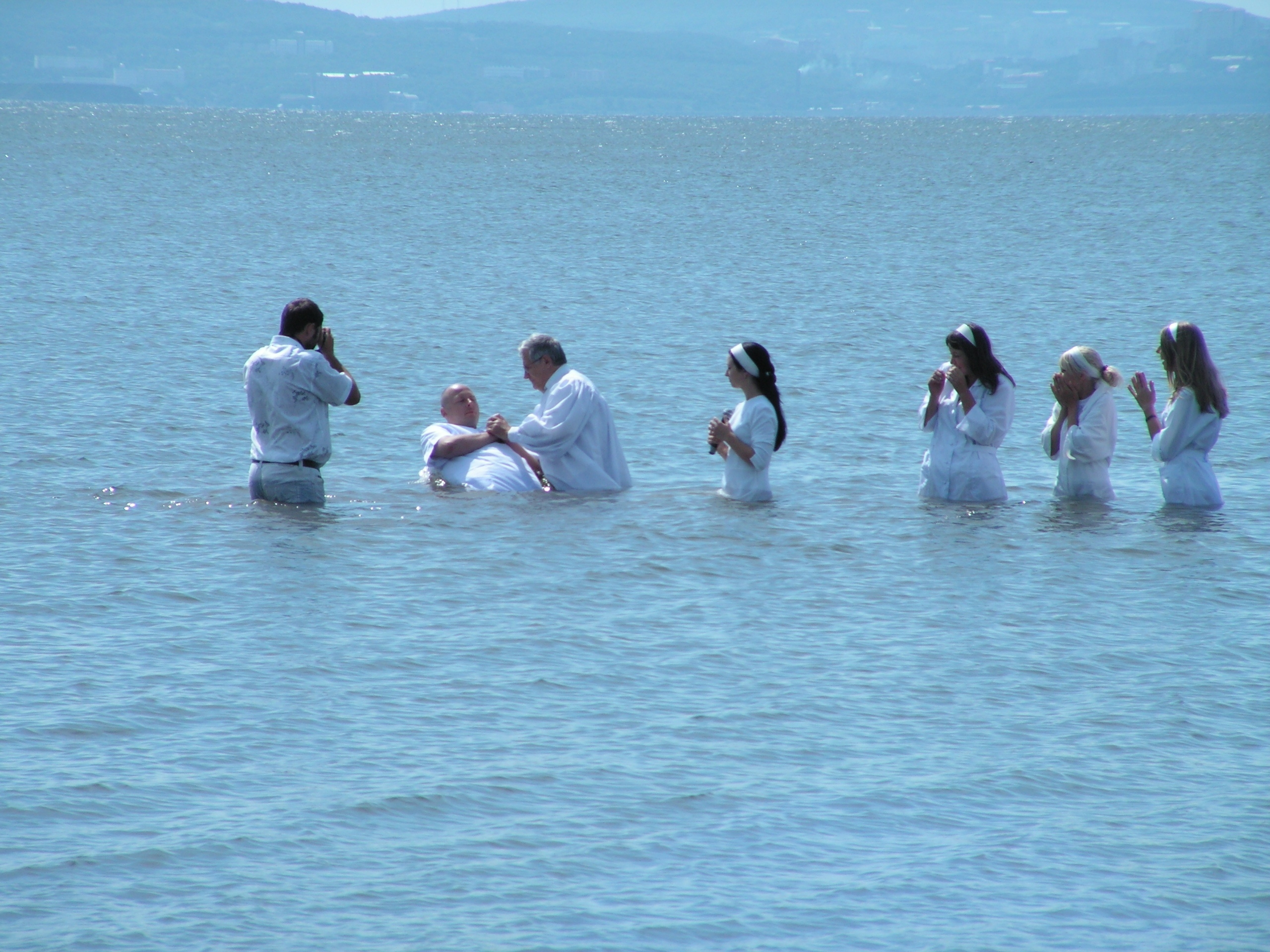
Крещение евангельских христиан-баптистов, август 2008 года, Владивосток. Рядом стоят четыре девушки, которым тоже через несколько минут предстоит быть крещёнными

Бапти́стское вероуче́ние (бапти́стское испове́дание) — свод вероучительных положений, используемых баптистскими церквями в качестве «вспомогательного материала для духовного воспитания верующих».
В баптизме многочисленные «вероучения» и «исповедания» рассматриваются как вторичные по своей значимости документы по сравнению с абсолютно авторитетной Библией, — «единственным правилом и руководством во всех делах и вопросах веры и жизни».

## Основы вероучения
Исповедания баптистских церквей существенно варьируются у отдельных церквей данного направления, так как баптисты, в отличие от большинства христианских деноминаций, не имеют единого центра, обладающего безусловным авторитетом.
Тем не менее, основные христианские богословские положения, включая баптистские принципы, принимаются в подавляющем большинстве баптистских церквей. Баптисты разделяют большинство ортодоксальных положений христианской веры, включая единство Бога, непорочное зачатие, безгрешность, чудеса, распятие, погребение и телесное воскресение Иисуса Христа, Троицу (Бога Отца, Сына и Святого Духа), необходимость в спасении для человека, божественную благодать, Церковь и Царство Божие.
Баптисты верят во Второе пришествие Иисуса Христа, во время которого Бог будет судить человечество, отделяя спасённых людей от погибших, а Христос совершит суд над верующими, воздав им за дела, совершённые при жизни. При этом, несмотря на популярность диспенсационалистского подхода, среди баптистов сохраняется разнообразие мнений относительно последних времён.
1-м Всемирным съездом христиан-баптистов в Лондоне в 1905 году в качестве основы вероучения был утверждён Апостольский Символ веры, а также сформулированы следующие принципы:
1. Библия — единственный непогрешимый авторитет в делах веры и практической жизни (Sola Scriptura).
2. Церковь должна состоять только из духовно возрождённых людей. Баптисты разделяют общепротестантское мнение о единой вселенской (невидимой) Церкви.
3. Крещение и Вечеря Господня преподаются только возрождённым людям.
4. Независимость поместных общин в духовных и практических вопросах (конгрегационализм).
5. Равноправие всех членов поместной общины, всеобщее священство.
6. Свобода совести для всех верующих и неверующих.
7. Отделение церкви от государства.

По мнению отдельных исследователей (С. В. Санников), отсутствие в официальных документах Первого Всемирного съезда христиан-баптистов сведений о разработке и обсуждении семи принципов свидетельствует о том, что указанные вероучительные положения в ходе съезда могли быть лишь обнародованы, а не выработаны.

## Авторитет Библии
Сформулирован в Лондонском баптистском исповедании веры 1689 года следующим образом:
Священное Писание является единственно достаточной, достоверной и непогрешимой нормой всего спасительного знания, веры и послушания.

## Церковная автономия
В понимании баптистов предполагает конгрегационалистское устройство церковного управления и самостоятельность каждой церковной общины, как в доктринальных, так и в практических вопросах.
В связи с этим, в большинстве баптистских конгрегаций не существует епископата, как отдельного церковного служения. В баптистских церквях существуют служения диакона и пастора, именуемого также пресвитером.

## Крещение и причастие

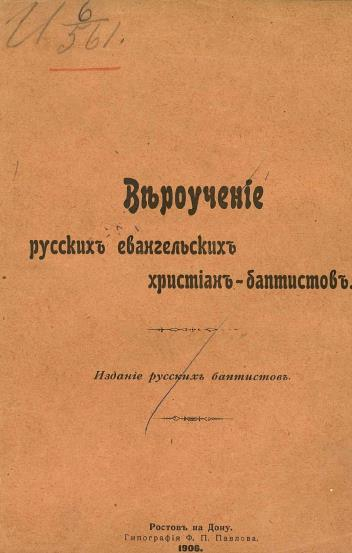
Одно из вероучений российских баптистов, составленное В. Г. Павловым в 1906 году

Крещение баптистами производится только над взрослыми людьми, способными сознательно исповедовать свою веру. Крещение детей не допускается, поскольку вера родителей по представлениям баптистов, не влияет на возможность спасения детей. Крещение всегда совершается через полное погружение в воду, что символизирует смерть, погребение и воскресение. Пресвитером, совершающим крещение, как правило, произносится тринитарная формула, приведённая в Мф. 28:19. После крещения человек становится членом церкви и допускается к вечере (причастию). Вечеря (причастие) является воспоминанием страданий и смерти Иисуса Христа, а хлеб и вино символически представляют Его Тело и Кровь.
В практике баптистских церквей существует несколько вариантов допуска к вечере (причастию). Открытая вечеря предполагает допуск каждого, исповедавшего христианскую веру. При закрытом допускаются либо члены конкретной общины и члены других баптистских и близких по учению церквей, либо участие ограничивается исключительно членами общины. В РФ практически повсеместно в баптистских церквях практикуется закрытое причастие. Категорически не допускаются к причастию лица, отлучённые от своих общин.

## Свобода совести
Понятие свободы совести для всех трактуется как предоставление каждому человеку возможности самостоятельно избирать своё вероисповедание (либо нерелигиозное мировоззрение), исключая принятие такого рода решений за человека семьёй, церковью, обществом или государством.

## Отделение церкви от государства
Данный принцип был сформулирован основателем первой баптистской общины Джоном Смитом в следующей форме: «Гражданская власть не полномочна вмешиваться в дела религии и в вопросы совести». На основании данного принципа баптисты выступают против установления любой религии в качестве государственной.

## История создания

Вероучение, составленное П. М. Фризеном

Попытки создания собственного исповедания предпринимались баптистами со времени основания первой общины Джоном Смитом. Основными документами, по которым прослеживается эволюция богословских взглядов баптистов принято считать следующие:
1. Исповедание Джона Смита, составленное, вероятно, в 1609 году.
2. Исповедание Томаса Хелвиса, написанное в 1611 году.
3. Первое исповедание веры частных (партикулярных) баптистов, известное как Первое Лондонское исповедание, составленное в 1644 году семью церквами для разграничения частных баптистов от анабаптистов и общих баптистов.
4. Первое исповедание веры общих баптистов, опубликованное в 1651 году тридцатью общинами в Лестершире, Линкольншире и примыкающих к ним графствах.
5. Сомерсетское исповедание, опубликованное в 1656 году шестнадцатью церквами частных баптистов сомерсетской ассоциации, для того чтобы продемонстрировать своё согласие с лондонскими церквями.
6. Исповедание общих баптистов, подписанное в 1660 году представителями почти двадцати тысяч человек по всей стране, стремившихся убедить восшедшего на престол короля Карла II в том, что они не являются анархически настроенными анабаптистами, в чём их обвиняли.
7. Второе Лондонское исповедание частных баптистов, написанное в 1677 году, в первую очередь, для того, чтобы продемонстрировать согласие с Вестминстерским исповеданием пресвитериан практически по всем вопросам, кроме крещения. Оно было подписано представителями ста семи церквей Англии и Уэльса, которые собрались в Лондоне.
8. Ортодоксальный Символ веры, составленный общими баптистами в 1678 году, «…чтобы объединить и утвердить всех истинных протестантов против заблуждений и ересей Рима». В исповедании проявилась тенденция модификации арминианской доктрины в сторону кальвинизма, возможно, с целью облегчения совместного свидетельства всех баптистов.

Последнее кальвинистское исповедание было составлено лондонскими баптистами в 1689 году в качестве декларации веры.
США
Очень влиятельно и широко распространено Нью-Гэмпширское исповедание веры, составленное в 1830 году комитетом баптистских конвенций Нью-Гэмпшира, является наиболее известным вероучительным документом частных баптистов США. Целью его принятия было противостояние арминианскому учению общих баптистов в Новой Англии.
Европа
В Европе особое значение приобрело Гамбургское исповедание веры, составленное баптистским миссионером И. Онкеном, совместно с Г. В. Леманом и Ю. В. Кёбнером. Данное исповедание было взято за основу при составлении исповеданий российских баптистов. Как правило, каждое крупное баптистское объединение имеет собственное исповедание, в основе которого лежит один из перечисленных выше вероучительных документов.
РФ
Российские баптисты и евангельские христиане исторически использовали разные вероучения. В начале XX века широкое распространение получило переведённое на русский язык и адаптированное Гамбургское вероисповедание. В 1909 году лидер евангельских христиан И. С. Проханов составил собственное вероучение, ставшее официальным вероучением ВСЕХ. В 1913 году богослов Иван Каргель составил Краткое изложение вероучения евангельских христиан, в дальнейшем получившее наименование «Вероучение Каргеля». Это вероучение было принято в 1966 году в качестве официального вероучения ВСЕХБ.
В 1985 году ВСЕХБ принял на съезде Вероучение 1985 года, которое после распада СССР унаследовал правопреемник ВСЕХБ на территории РФ — РСЕХБ.
Официальное в МСЦ ЕХБ «Вероучение евангельских христиан-баптистов» было принято Общебратским съездом Союза церквей ЕХБ 9 октября 1997 года.